# Lista de prefeitos de Juazeiro (Bahia)
Esta lista de prefeitos do município de Juazeiro no estado da Bahia, compreende todas as pessoas que tomaram posse definitiva da chefia do executivo municipal em Juazeiro e exerceram o cargo como prefeitos titulares, além de prefeitos eleitos cuja posse foi em algum momento prevista pela legislação vigente. Prefeitos em exercício que substituíram temporariamente o titular não são considerados para a numeração mas estão citados em notas, quando aplicável.
O cargo segue as delimitações determinadas na Constituição Federal de 1988 e na Lei Orgânica do Município de Juazeiro, tais como mandato de 4 anos, com direito a concorrer à reeleição e posse no 1º de janeiro do ano seguinte a realização das eleições que devem sempre ocorrer no primeiro domingo de outubro no ultimo ano do mandato.

## Eleições
O prefeito é eleito por sufrágio universal, secreto, direto, em pleito simultâneo em todo o País, realizado a cada quatro anos, no primeiro domingo de outubro.
E trinta dias após tem lugar o segundo turno, se o eleito em primeiro lugar não atingir 50% dos votos válidos mais um voto, no caso de municípios com mais de duzentos mil eleitores.
Conforme a legislação eleitoral atual no Brasil, para tornar-se elegível, exige-se uma série de requisitos;
- Possuir nacionalidade brasileira ou portuguesa (neste caso, o cidadão português deve se encontrar amparado pelo Estatuto de Igualdade entre Portugueses e Brasileiros);

- Título de eleitor em dia e estar em gozo pleno do exercício dos direitos políticos;

- Domicilio eleitoral na circunscrição na qual o candidato se apresenta;

- Filiação partidária;

- Ser alfabetizado (tópico invalidado pela atual constituição brasileira de 1988);

- Desincompatibilização de cargo público - Se ocupa um cargo público, deve sair seis meses antes das eleições e voltar, caso possa, só após seis meses ao pleito eleitoral;

- Renúncia de outro mandado até seis meses antes do pleito e não ser parente afim ou consanguíneo, até segundo grau, ou cônjuge de titular de cargo eletivo; pode, entretanto, ser candidato à reeleição (artigo 14 da Constituição);

- Ter idade mínima de 21 anos.

## Lista de prefeitos
|       |     | Prefeito(a)                            | Imagem          | Período do mandato (duração do mandato)                                    | Partido | Vice-Prefeito(a)                           | Observação                                         | Fontes |  |
| ----- | --- | -------------------------------------- | --------------- | -------------------------------------------------------------------------- | ------- | ------------------------------------------ | -------------------------------------------------- | ------ |  |
|       | 1°  | João Evangelista Pereira e Melo        |                 | 1873 até 1877 (3 ou 4 anos)                                                |         |                                            | Presidente da Câmara Municipal                     |        |  |
|       | 2°  | Francisco Martins Duarte               |                 | 1877 até 1881 (3 ou 4 anos)                                                |         |                                            | Presidente da Câmara Municipal                     |        |  |
|       | 3°  | Francisco Ferreira                     |                 | 1881 até 1883 (1 ou 2 anos)                                                |         |                                            | Presidente da Câmara Municipal                     |        |  |
|       | 4°  | Francisco Martins Duarte               |                 | 1883 até 1887 (3 ou 4 anos)                                                |         |                                            | Presidente da Câmara Municipal                     |        |  |
|       | 5°  | Benevides Moreira de Prado             |                 | 1887 até 1890 (1 ou 2 anos)                                                |         |                                            | Presidente da Câmara Municipal                     |        |  |
|       | 6°  | Francisco Martins Duarte               |                 | Fevereiro de 1890 até 21 de abril de 1892 (2 anos, 2 meses e 26 dias)      |         |                                            |                                                    |        |  |
|       | 7°  | Ramiro Ribeiro                         |                 | 21 de abril de 1892 até 20 de abril de 1896 (4 anos)                       |         |                                            |                                                    |        |  |
|       | 8°  | Henrique José da Rocha                 |                 | 21 de abril de 1896 até 20 de abril 1900 (4 anos)                          |         |                                            |                                                    |        |  |
|       | 9°  | Antônio da Cunha Melo                  |                 | 21 de abril de 1900 até 14 de novembro de 1904 (4 anos, 6 meses e 25 dias) |         |                                            |                                                    |        |  |
|       | 10° | José Inácio da Silva                   |                 | 15 de novembro de 1904 até 14 de novembro de 1908 (4 anos)                 |         |                                            |                                                    |        |  |
|       | 11° | Ramiro Ribeiro                         |                 | 15 de novembro de 1908 até 1910 (1 ano, 8 meses e 2 dias)                  |         |                                            |                                                    |        |  |
|       | 12° | Aprígio Duarte Filho                   |                 | 23 de março de 1912 até 31 de dezembro de 1923 (11 anos, 9 meses e 8 dias) |         |                                            |                                                    |        |  |
|       | 13° | Tito Nunes de Souza                    |                 | 1º de janeiro de 1924 até maio de 1924 (4 meses e 16 dias)                 |         |                                            |                                                    |        |  |
|       | 14° | Adolfo Viana                           |                 | Maio de 1924 até 31 de dezembro de 1926 (2 anos e 6 ou 7 meses)            |         |                                            | Renunciou ao cargo.                                |        |  |
|       | 15° | Leônidas Torres                        |                 | 1º de janeiro de 1926 até 31 de dezembro de 1928 (3 anos)                  |         |                                            |                                                    |        |  |
|       | 16° | Miguel Lopes de Siqueira               |                 | 1º de janeiro de 1929 até 1930 (1 ano, 11 meses e 16 dias)                 |         |                                            | Renunciou ao cargo.                                |        |  |
|       | 17° | Rodolfo Araújo                         |                 | Dezembro de 1930 até janeiro de 1933 (2 anos e 0 ou 1 meses)               |         |                                            | Nomeado pelo Interventor Federal Frederico Costa.  |        |  |
|       | 18° | Aprígio Duarte Filho                   |                 | Novembro de 1933 até 19 de fevereiro de 1937 (3 anos e 2 ou 3 meses)       |         |                                            | Nomeado pelo Interventor Federal Juracy Magalhães. |        |  |
|       | 19° | Alfredo Viana                          |                 | 1937 (menos de um ano)                                                     | PDJ     |                                            |                                                    |        |  |
|       | 20° | Aprígio Duarte Filho                   |                 | Novembro de 1937 até 1945 (7 anos e 7 ou 8 meses)                          |         |                                            | Foi deposto do cargo.                              |        |  |
|       | 21° | Ademoar Raimundo da Silva              |                 | 3 de dezembro de 1945 até 23 de dezembro de 1945 (20 dias)                 |         |                                            | Sucessor interino do anterior.                     |        |  |
|       | 22° | Edson Ribeiro                          |                 | 24 de dezembro de 1945 até 26 de novembro de 1946 (11 meses e 2 dias)      |         |                                            | Renunciou ao cargo.                                |        |  |
|       | 23° | Ludgero de Souza Costa                 |                 | 27 de novembro de 1946 até 10 de janeiro de 1948 (1 ano, 1 mês e 14 dias)  | PTB     |                                            |                                                    |        |  |
|       | 24° | Alfredo Viana                          |                 | 20 de janeiro de 1948 até 30 de janeiro de 1951 (3 anos e 10 dias)         | UDN     |                                            |                                                    |        |  |
|       | 25° | Edson Ribeiro                          |                 | 31 de janeiro de 1951 até 6 de abril de 1955 (4 anos, 2 meses e 6 dias)    | UDN     |                                            | Nomeado pelo governador do estado.                 |        |  |
|       | 26° | José Padilha de Souza                  |                 | 7 de abril de 1955 até 6 de abril de 1959 (4 anos)                         |         |                                            |                                                    |        |  |
|       | 27° | Alfredo Viana                          |                 | 7 de abril de 1959 até 6 de abril de 1963 (4 anos)                         | UDN     |                                            |                                                    |        |  |
|       | 28° | Américo Tanuri                         |                 | 7 de abril de 1963 até 6 de abril de 1967 (4 anos)                         | PSD     |                                            |                                                    |        |  |
|       | 29° | Joca de Souza Oliveira                 |                 | 7 de abril de 1967 até 31 de janeiro de 1971 (3 anos, 9 meses e 24 dias)   | ARENA   |                                            |                                                    |        |  |
|       | 30° | Américo Tanuri                         |                 | 1º de fevereiro de 1971 até 31 de janeiro de 1973 (2 anos)                 | ARENA   |                                            |                                                    |        |  |
|       | 31° | Durval Barbosa da Cunha                |                 | 1º de fevereiro de 1973 até 31 de janeiro de 1977 (4 anos)                 | ARENA   |                                            |                                                    |        |  |
|       | 32° | Arnaldo Vieira do Nascimento           |                 | 1º de fevereiro de 1977 até 31 de dezembro de 1982 (4 anos)                | ARENA   |                                            |                                                    |        |  |
|       | 33° | Jorge Khoury Hedaye                    |                 | 1º de janeiro de 1983 até 31 de dezembro de 1988 (6 anos)                  | PFL     |                                            |                                                    |        |  |
|       | 34° | Joseph Wallace Farias Bandeira         |                 | 1° de janeiro de 1989 até 31 de dezembro de 1992 (4 anos)                  | PTB     |                                            |                                                    |        |  |
|       | 35° | Misael Aguilar Silva Junior            |                 | 1° de janeiro de 1993 até 31 de dezembro de 1996 (4 anos)                  | PFL     |                                            |                                                    |        |  |
|       | 36° | Rivadávio Espínola Ramos               |                 | 1° de janeiro de 1997 até 31 de dezembro de 2000 (4 anos)                  | PFL     |                                            |                                                    |        |  |
|       | 37° | Joseph Wallace Farias Bandeira         |                 | 1° de janeiro de 2001 até 31 de dezembro de 2004 (4 anos)                  | PT      |                                            |                                                    |        |  |
|       | 38° | Misael Aguilar Silva Junior            |                 | 1º de janeiro de 2005 até 31 de dezembro de 2008 (4 anos)                  | PFL     |                                            |                                                    |        |  |
|       | 39° | Isaac Cavalcante de Carvalho           |                 | 1° de janeiro de 2009 até 31 de dezembro de 2016 (8 anos)                  | PCdoB   | Gorete                                     |                                                    |        |  |
| PCdoB | 39° | Isaac Cavalcante de Carvalho           | Irmão Francisco | 1° de janeiro de 2009 até 31 de dezembro de 2016 (8 anos)                  |         |                                            |                                                    |        |  |
|       | 40° | Marcus Paulo de Alcântara Bomfim       |                 | 1º de janeiro de 2017 até 31 de dezembro de 2020 (4 anos)                  | PCdoB   | Dra. Dulce                                 |                                                    |        |  |
|       | 41º | Suzana Alexandre de Carvalho Ramos     |                 | 1º de janeiro de 2021 até 31 de dezembro de 2025 (4 anos)                  | PSDB    | Joseph Leonardo Aquilles Cordeiro Bandeira |                                                    |        |  |
|       | 42º | Marcos Andrei Souza Gonçalves da Silva |                 | 1º de janeiro de 2025 até atualidade (197 dias até o momento)              | MDB     | Tiano Felix                                |                                                    |        |  |

1. Não foi levada em consideração possíveis mudanças partidárias, os partidos informados são os quais os prefeitos estavam filiados no momento da eleição ou quando tomaram posse do cargo.
2. Datas com esse símbolo (*) apontam imprecisão.